# Tupamaros
(Slogan dei Tupamaros)
I Tupamaros, o più esattamente MLN-T (Movimiento de Liberación Nacional - Tupamaros), furono un'organizzazione di guerriglia urbana di ispirazione comunista, attiva in Uruguay tra gli anni sessanta e gli anni settanta. Suo principale leader, sul piano ideologico, fu Raúl Sendic Antonaccio, già militante del Partito Socialista dell'Uruguay.

## Storia

### L'Uruguay negli anni '50 e '60

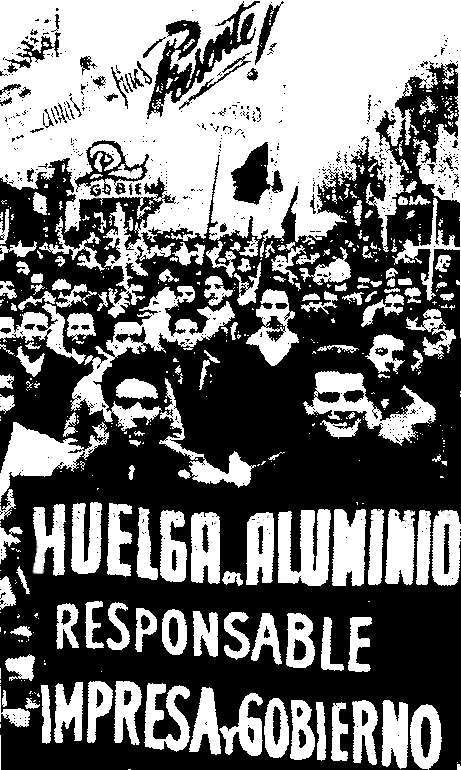
Sciopero di operai metallurgici in Uruguay (primi anni '60)

A differenza della maggior parte dei Paesi dell'America Latina, l'Uruguay nel Novecento, di popolazione quasi interamente di origine europea (italiana per circa il 40%) era un Paese prospero, con una consolidata tradizione democratica, un'elevata spesa sociale, un alto livello culturale, un reddito nazionale alto basato principalmente sull'esportazione di carne congelata. La stratificazione sociale vedeva una presenza molto consistente della classe media. I livelli d'istruzione media e universitaria erano assai elevati e sempre crescenti (fra il 1942 e il 1957 gli studenti delle scuole secondarie erano passati da 12 000 a 65 000).
Ma nella seconda metà degli anni '50 "la Svizzera dell'America Latina" entrò in una seria crisi, dovuta alla caduta dei prezzi dei prodotti esportati: grandi capitali presero la via dell'estero, salì la speculazione finanziaria e le banche assunsero dimensioni abnormi, il latifondismo comportò l'abbandono di enormi superfici agrarie all'improduttività con grandi spostamenti di popolazione dalle zone rurali verso Montevideo. I governi tagliarono bruscamente le spese sociali, il costo della vita aumentò vertiginosamente e i lavoratori reagirono al grave peggioramento delle proprie condizioni di vita con continue e dure lotte sindacali. Fra il 1967 e il 1968 il PIL crebbe del solo 0,3% mentre l'inflazione balzò al 100%. Il potere d'acquisto dei salari risultava sceso del 47%. Nello stesso tempo il capitale straniero, soprattutto USA, era penetrato fortemente nel settore industriale.
Il movimento dei lavoratori, dopo decenni di divisioni in numerosi sindacati differenti per categoria e orientamenti, fra il 1964 e il 1966 condusse un riuscito processo di unificazione. Nel 1964 venne convocata la Convención Nacional de Trabajadores (CNT), un organismo di coordinamento fra le diverse organizzazioni; il 28 settembre 1966 ebbe inizio il Congresso di Unificazione Sindacale che in conclusione trasformò la CNT da organismo di coordinamento a centrale sindacale unica, ed ebbe da quel momento un importante ruolo anche politico nel paese.
Il movimento degli studenti, già dalla fine degli anni '50, era particolarmente forte e combattivo. Con una legge del 1958 l'università era stata fortemente democratizzata: rettore e presidi di facoltà venivano eletti da un consiglio composto da docenti, ex studenti laureati e studenti. La politicizzazione era notevole e orientata prevalentemente verso sinistra, sia riformista sia rivoluzionaria. Molto sentito era il sostegno a Cuba e grandi manifestazioni di protesta antiamericane (per gli interventi nella Repubblica Dominicana, in Congo e in Vietnam) si svolsero in occasione di diverse visite di grandi personalità statunitensi, culminando l'11 aprile 1967 quando Lyndon Johnson soggiornò a Punta del Este per una conferenza di capi di Stato (il regista Mario Handler fissò gli avvenimenti nel film-documentario Mi piacciono gli studenti).
Il parlamento era egemonizzato dai due partiti storici, entrambi di destra: Blanco (o Partido Nacional) e Colorado. Il Blanco era più legato agli interessi dei proprietari terrieri, il Colorado a quelli degli imprenditori; tuttavia ciascuno aveva al proprio interno orientamenti diversificati, che andavano dal riformismo e difesa del carattere democratico delle istituzioni a conservatorismo più rigido, con simpatie verso il golpismo di destra. I partiti di sinistra (socialista e comunista), nonostante fossero egemoni nel sindacato (CNT) e avessero una grande influenza sul movimento dei lavoratori, rimanevano sempre minoritari elettoralmente: fra il 1958 e il 1966, complessivamente, ottenevano risultati intorno al 6%. La stratificazione sociale in Uruguay aveva come caratteristica il peso abnorme della classe media (un'indagine del 1960 rilevava un 6% di alta borghesia, un 64% di ceto medio, un 30% di ceto popolare).

### Origini del MLN
Il movimento Tupamaro assunse la propria denominazione da Túpac Amaru II, nome di battaglia (ripreso a sua volta dall'antico capo inca Tupac Amaru) del peruviano José Gabriel Condorcanqui che nel 1780 guidò un'insurrezione armata contro i dominatori spagnoli.
La nascita del raggruppamento politico che diventerà MLN-Tupamaros risale a gennaio 1963. Il promotore, Raúl Sendic Antonaccio, era nato nel 1925 nella provincia di Flores da una famiglia di medi proprietari terrieri, aveva studiato giurisprudenza a Montevideo ed era diventato procuratore. Attivista di primo piano del Partito Socialista (entrò a far parte del comitato centrale), scelse di impegnarsi a sostenere le lotte dei tagliatori di canna delle zone remote del paese, lavoratori poveri che si battevano per migliori condizioni di vita e per l'espropriazione dei vasti latifondi. Nel 1962 Sendic aveva organizzato una grande marcia dei cañeros, che con donne e bambini percorsero 600 km da Artigas a Montevideo. Ma nonostante le lotte sindacali e le grandi marce pacifiche, i lavoratori poveri non ottenevano quasi nulla. Per di più i cañeros erano oggetto di minacce e aggressioni da parte di squadre violente foraggiate dai grandi proprietari (in un attacco con armi da fuoco morì una donna). Gli attivisti decisero quindi di abbandonare la tradizionale via sindacale e parlamentare nel perseguimento degli obiettivi di giustizia sociale in cui credevano. Nel raggruppamento politico che si andava formando si aveva davanti un unico obiettivo: il socialismo. Si costruiva un programma comune, con obiettivi fondamentali chiari e accettati da tutti, rifiutando scontri ideologici e superando le divisioni che caratterizzavano in quegli anni le sinistre latinoamericane e mondiali (socialismo, filosovietismo, maoismo, trotskismo, anarchismo ecc). Questo consentì di aggregare sin dall'inizio militanti delle provenienze politiche più disparate, dagli anarchici ai socialisti.
(Maria Esther Gilio, Guerriglia tupamara)
Nei primi anni non si conobbe un vero documento di fondazione, finché la rivista cilena «Punto final» il 2 giugno 1968 non pubblicò il documento "Trenta domande a un Tupamaro", titolo probabilmente ispirato al manuale "150 preguntas a un guerrilliero", scritto dal generale Alberto Bajo, veterano della guerra civile spagnola ed istruttore in Messico di Fidel Castro ed Ernesto Guevara. Da subito il MLN ne avvalorò l'autenticità, rimandando quanti ponevano domande sui suoi scopi politici e forme d’azione alla lettura di quel testo.

### Preparazione della lotta armata e prime azioni (1963-67)
Sendic e i suoi primi compagni di lotta cominciarono quindi a pensare a un'organizzazione essenzialmente politica, che nel proprio programma prevedesse la lotta armata come strumento centrale del processo rivoluzionario: la militanza politica e la partecipazione alla lotta armata erano ritenute inscindibili. Fino al 1965 il raggruppamento dedicò quasi tutta la propria attività ad un'accurata preparazione alla guerriglia, evitando uscite pubbliche. Diversamente dalle tante forme di guerriglia già diffuse nei paesi dell'America Latina, che si sviluppavano nelle zone rurali e impervie e qui avevano le proprie basi, tenendo conto della particolare geografia umana dell'Uruguay dove metà della popolazione è concentrata nella capitale, progettarono un tipo del tutto nuovo di guerriglia, la guerriglia urbana. Le azioni dovevano svolgersi quasi esclusivamente a Montevideo, città popolosa e di grande estensione, e le basi operative dovevano trovarsi ben dissimulate nella città stessa. Questo tipo di organizzazione e le modalità d'azione verranno poi riprese dall'ERP argentino e dalle formazioni armate europee Rote Armee Fraktion e Brigate Rosse.
Le prime azioni furono furti e rapine per procurarsi armi e denaro. Il 31 luglio 1963 vennero asportati 28 fucili dal circolo di tiro di Nueva Helvecia. Il 24 dicembre, notte di Natale, una ventina di giovani, di cui alcuni armati di rivoltella altri di soli bastoni, bloccarono un camion di un supermercato pieno di generi alimentari, si impossessarono del carico e lo distribuirono ai poveri della bidonville Aparicio Saravia. Nel 1964 misero in atto diversi furti in armerie, e anche in cave per procurarsi esplosivi. Alcuni mesi dopo organizzarono una serie di attentati dimostrativi con ordigni incendiari o esplosivi, scegliendo visibili obiettivi simbolici (Consolato degli USA e del Brasile, stabilimento della Coca Cola, e altri). Ma ancora il gruppo non si esponeva in vere azioni armate, privilegiando il reclutamento di nuovi membri e il loro accurato addestramento militare. Il nome "Tupamaros", per la prima volta, comparve pubblicamente come firma di un volantino lasciato dopo il danneggiamento con esplosivo di un magazzino della Bayer, accusata di fornire aggressivi chimici per le truppe americane in Vietnam.
I primi scontri armati con la polizia si verificarono nel 1966, in occasioni di rapine. Di fronte a queste azioni sia la polizia sia l'opinione pubblica non comprendevano esattamente quale realtà si celasse dietro. Poi, con la scoperta di alcune basi, la polizia vi rinvenne diversi documenti, ed esaminandoli cominciò a rendersi conto dell'ampiezza del fenomeno. I guerriglieri, nel corso di alcune azioni, lasciavano comunicati al popolo, brevi, semplici, che facevano presa sia sulla massa dei lavoratori sia sul movimento degli studenti, vasto e combattivo nel Paese.
(Lettera al popolo, pubblicata su Epoca, 7 dicembre 1967)»
La sinistra parlamentare, soprattutto il Partito Comunista dell'Uruguay, si espresse inizialmente circa i Tupamaros in duri termini ma dovette presto mutare atteggiamento e rassegnarsi a convivere con il movimento a causa della forte crescita di questo dopo il 1968 in tutto il paese.

### Spinte autoritarie nei settori governativi
Nel corso degli anni '60 i gruppi di potere che mal sopportavano la combattività di sindacati e studenti, dei settori radicalizzati della classe media (giornalisti, avvocati) e della Chiesa cattolica (teologia della liberazione) cercavano punti di forza per avere la meglio dei propri avversari. Prima di tutto rafforzarono le forze di polizia sia numericamente che in termini di “libertà” di agire anche al di là delle leggi e garanzie di fatto di certe impunità di fronte ad eventuali eccessi. Nello stesso tempo attuarono uno stretto avvicinamento nei confronti degli USA, sia favorendone la penetrazione economica nel Paese, sia inviando i propri quadri di polizia ad addestrarsi alla repressione dei sommovimenti politici e di eventuali guerriglie nella Escuela de las Americas (Western Hemisphere Institute for Security Cooperation) gestita dalla CIA a Panama. Vennero avviate strette relazioni e scambi con il governo golpista del Brasile, strettamente sostenuto dagli USA (relazioni invise agli uruguaiani, non solo perché si trattava una dittatura, ma perché l'ingerenza di quel grande paese confinante, contro il quale il piccolo Paese rioplatense aveva dovuto combattere duramente per non esserne inglobato nell'Ottocento, era vista come una pesante intromissione.
Altro potente strumento di repressione e controllo politico era costituito dallo squadrone della Morte. Si trattava di gruppi paramilitari o para-polizieschi nei quali agivano sia elementi di estrema destra con tendenze criminali, spesso appartenenti a polizia o esercito, che colpivano attivisti di estrema sinistra uccidendo, spesso in modo efferato e dopo torture, lasciando trovare i corpi assieme alla propria firma (in alcuni casi invece sceglievano l'occultamento) per terrorizzare platealmente ogni attivista di sinistra. Esistevano già nei paesi vicini (Esquadrão da Morte in Brasile e Alianza Anticomunista Argentina). Per quanto lo Squadrone della Morte uruguayano definisse sé stesso come “caccia-tupamaros”, in realtà colpiva attivisti di sinistra, sindacalisti o sospetti di appartenenza al MLN senza che si disponesse di prove.

### Pacheco Areco e la soppressione delle libertà costituzionali (1968-71)
Diventato presidente il 6 dicembre 1967, Jorge Pacheco Areco si mostrò immediatamente nemico acerrimo di tutte le sinistre, e per questo non esitò ad aggirare la costituzione. Dopo soli sei giorni soppresse per decreto il giornale di sinistra "Epoca" e il settimanale socialista "El Sol", e sciolse diversi partiti di sinistra: MIR, MRO, Federazione Anarchica, Movimento di Azione Popolare, Gruppo Indipendente Epoca, Partito Socialista. Cercava pubblicamente di giustificarsi motivando questi provvedimenti addirittura come difesa della Costituzione, in quanto a suo parere quei partiti avevano in programma il rovesciamento della "società capitalista", quindi erano una minaccia per lo stato. Simili provvedimenti erano a senso unico: giornali filo-governativi uscivano con appelli al colpo di Stato di destra senza avere problemi.

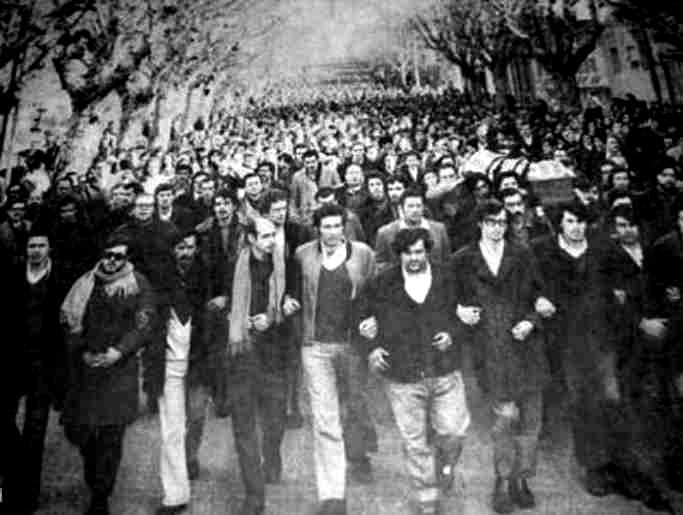
Corteo all'Università di Montevideo per commemorare l'uccisione dello studente Liber Arce, 1968

Il 10 maggio iniziò una serie di proteste studentesche partite con la protesta per l'aumento del prezzo degli abbonamenti per l'autobus. A loro si unirono giovani universitari con una propria rivendicazione di assegni di assistenza. Bloccarono alcune strade, occuparono diversi licei. A loro si unirono professori e settori di lavoratori, estendendo l'oggetto della protesta agli alti costi di tutti i trasporti pubblici. La risposta di Pacheco Areco fu durissima. Il 13 giugno 1968, col decreto Medidas Prontas de Seguridad, proclamò lo stato di emergenza, e iniziò subito a imprigionare gli oppositori politici, consentì la tortura nel corso degli interrogatori di polizia e represse con brutalità le dimostrazioni di protesta.
Il 6 luglio la polizia sparò contro un corteo di giovani ferendone gravemente sei. Il 24 luglio il governo "militarizzò" lavoratori bancari e operai che erano in una fase di agitazioni sindacali, effettuando arresti. Il 9 agosto la polizia – fatto inaudito nella storia del paese – fece irruzione nelle facoltà universitarie, e in qualche caso fece uso delle armi da fuoco, ferendo lo studente Mario Toyos. Il 14 agosto colpì alle spalle e uccise lo studente Liber Arce. L'episodio suscitò grande emozione nel paese, dove fatti simili mai erano accaduti. Dopo ulteriori proteste degli studenti, il 20 settembre la polizia sparò di nuovo contro di loro uccidendo Hugo del los Santos e Susanna Pintos (anch'essi, come Liber Arce, aderenti alla Gioventù Comunista) e ferendone una quarantina. I muri della città di Montevideo erano pieni della scritta "Liber Arce", che in lingua spagnola ha anche il significato "liberarsi".

### Grandi offensive del MLN (1968-1971)

#### I grandi attacchi armati e i rapimenti

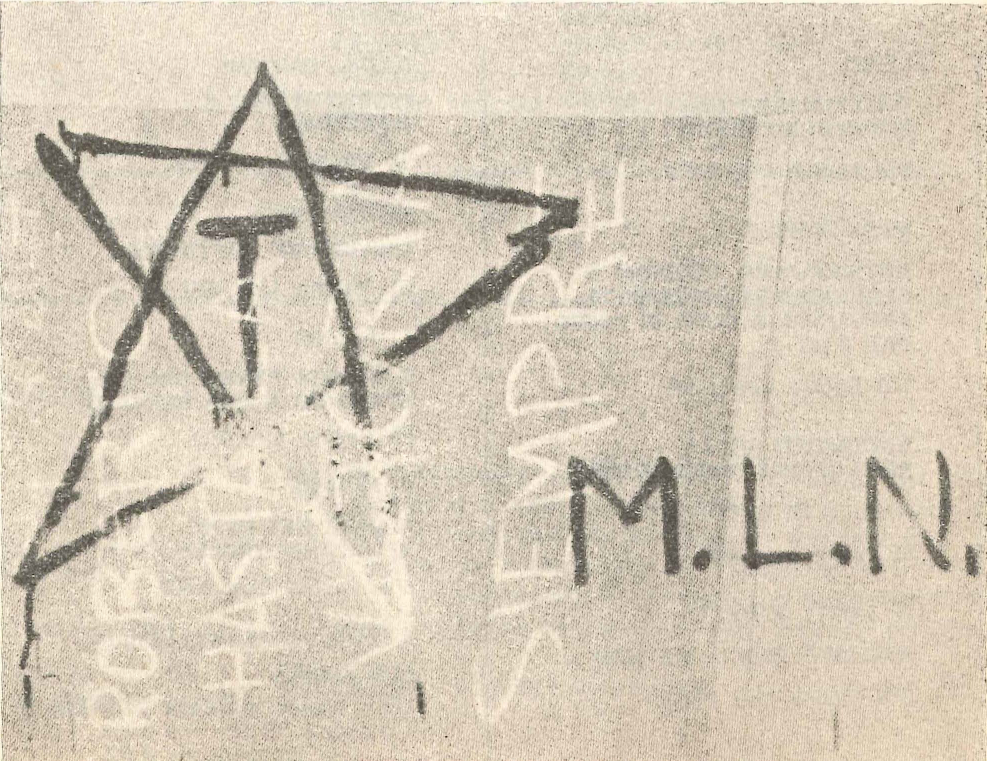
Il simbolo dei Tupamaros, disegnato a mano, in una immagine del 1970: la stella a cinque punte, con all'interno una T maiuscola

L'instaurazione di un sistema politico semi-dittatoriale non solo indusse i Tupamaros a intensificare la lotta armata e a passare a un livello di scontro superiore, ma avvicinò anche all'MLN settori sempre più ampi di popolazione, portandogli nuovi militanti e, fra i tanti cittadini indignati per la svolta autoritaria, ulteriori collaboratori e simpatizzanti che andavano a costituire una vasta rete di appoggio.
Partirono nuove azioni: un attentato con esplosivi alla stazione radio Ariel, il primo di due rapimenti del presidente UTE Ulysses Pereira Reverbel e un assalto all'Hotel Casino Carrasco, con il furto di diversi milioni di pesos. Nel 1969 attaccarono la finanziaria Monty, il Casinò di San Rafael a Punta del Este (con un bottino di 70 milioni di pesos) e tre banche. Grande impressione suscitò l'irruzione a Radio Sarandí, nel mezzo della radiocronaca della partita tra Nacional e Estudiantes de la Plata, interrompendola per leggere un comunicato. A giugno, in occasione della visita del diplomatico americano Nelson Rockefeller, il MLN incendiò gli uffici della General Motors.
L'MLN istituì il Cárcel del Pueblo (Carcere del popolo) in cui i guerriglieri tenevano prigionieri i sequestrati, sottoponendoli a interrogatori che successivamente venivano resi pubblici. A settembre fu rapito il banchiere Gaetano Pellegrini Giampietro, rilasciato 72 giorni dopo, appena verificato che fosse avvenuto il versamento di una grossa somma a un ospedale per i lavoratori conservieri, come da loro richiesto. Per timore che queste grandi azioni potessero suscitare simpatie, e sfiducia verso un governo incapace di contrastarle, ai giornali uruguaiani veniva impedito, con minaccia di sequestro, di diffondere notizie e particolari sulle imprese dei Tupamaros.

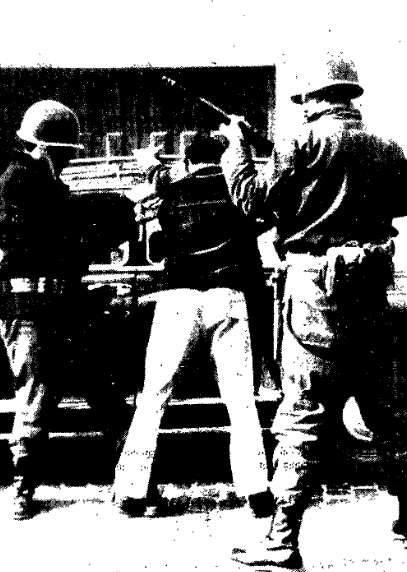
Militari uruguaiani perquisiscono persone e auto alla ricerca di Tupamaros, Montevideo 1972

Verso il 1970 gli attacchi armati s'intensificarono ulteriormente, e le forze di polizia ne uscirono spesso sconfitte. L'azione più eclatante fu il rapimento e il successivo assassinio, nell'agosto 1970, del funzionario americano Dan Mitrione. Questi era ufficialmente un diplomatico statunitense, ma attraverso accurate indagini i Tupamaros avevano scoperto che in realtà era un consigliere appositamente inviato per istruire la polizia e i militari sulle più sofisticate tecniche di tortura. Mitrione venne interrogato a lungo, processato e condannato a morte per il proprio operato nel paese. Tuttavia i Tupamaros offrirono uno scambio: chiesero il rilascio dei tanti loro compagni detenuti come condizione per la sua liberazione. Il governo rifiutò, e il consigliere venne ucciso. Contemporaneamente a Mitrione erano prigionieri del MLN il console brasiliano Aloìsio Gomide e il consigliere USA Claude Fley. Venne poi rapito il potente manager bancario Pereyra Rebervel, amico intimo del Presidente Jorge Pacheco. persona particolarmente impopolare per aver ucciso uno strillone che vendeva un foglio che lo attaccava. Fu rilasciato quattro giorni più tardi, illeso ma "un po' più grasso".

#### L'attività politica parallela e ilMovimiento de Independientes 26 de Marzo
Contemporaneamente alle operazioni di guerriglia il MLN rendeva pubblici regolarmente i propri documenti politici (progressivamente numerati) mentre faceva circolare clandestinamente il periodico Mate amargo (Mate amaro) col quale rendeva nota la sua visione politica della realtà uruguaiana.
Parallelamente, il movimento cercava di battere il governo anche per via elettorale. Alcuni Tupamaros – come il sindacalista bancario Kimal Amir e l'avvocato Washington Rodríguez Bellettiva – avevano creato un braccio politico per affrontare le elezioni presidenziali del novembre 1971, denominato Movimiento de Independientes 26 de Marzo (uno dei suoi maggiori esponenti fu il noto poeta e scrittore Mario Benedetti), aderente alla nascente coalizione di sinistra Frente Amplio. Fondato nel febbraio di quell'anno, il Frente Amplio riuniva il Partito Socialista, il Partito Comunista, la Democrazia Cristiana e alte formazioni minori di sinistra. Al Frente aderirono anche esponenti dei partiti Blanco e Colorado, delusi dalla svolta autoritaria. Presidente era Líber Seregni, un generale dell'esercito che nel 1968 aveva deciso di congedarsi perché disgustato dagli abusi compiuti dalle forze armate. Alle elezioni di quell'anno il Frente Amplio ottenne il 18,3 %; la vittoria andò al Colorado che batté il Blanco con un margine molto stretto e si gridò alla frode.

#### Le evasioni di massa: operazioniPaloma,Estrella,El Abuso.
L'8 marzo 1970 (data simbolica, nella circostanza) 13 donne del MLN evasero (Operación Paloma) dal carcere di Cabildo, sorvegliato da monache; le detenute restanti furono quindi messe sotto la sorveglianza diretta dell'esercito.
Il 30 luglio 1971 i guerriglieri condussero con successo un piano, denominato Operación Estrela, che consentì una massiccia fuga, dal carcere di Cabildo, di donne del movimento. 38 furono le prigioniere politiche, in gran parte del MLN, che recuperarono la libertà; fra di loro Edda Fabbri e Lucía Topolansky Saavedra.
Il 6 ottobre 1971 i Tupamaros organizzarono una delle più grandi evasioni della storia, denominata Operación El Abuso. Scavando, in cinque mesi, un lungo cunicolo che univa il carcere di Punta Carretas a una casa privata, consentirono la fuga in sicurezza di 106 loro compagni (assieme a 5 prigionieri comuni) detenuti. Determinante per il successo dell'operazione, e particolare beffardo, fu l'utilizzo parziale di una galleria scavata 40 anni prima da anarchici (Miguel Arcángel Roscigna, Gino Gatti e altri) in una fuga analoga avvenuta il 18 marzo 1931.
Queste operazioni, di grande impatto psicologico e propagandistico, pur dimostrando grande abilità organizzativa tattica, furono vittorie effimere, perché la quasi totalità dei reclusi verrà ricatturata entro il 1972.

### Composizione, organizzazione interna e modalità d’azione

#### Estrazione politica e sociale
Fino al 1972 le nuove adesioni al MLN furono continue, provenivano non solo da tutto il settore politico di sinistra, ma anche da aree di pensiero semplicemente democratiche che si opponevano agli abusi e ai crimini dell'apparato governativo-poliziesco di Pacheco Areco. Militarono nei Tupamaros persone di tutte le classi sociali, con prevalenza della classe media (in una lista di 55 membri arrestati nel 1969 risultavano 16 impiegati, 15 studenti, 10 operai, 7 liberi professionisti, 4 seminaristi, 1 prete, 2 militari).

#### Presenza di cristiani e sacerdoti
La presenza di settori della chiesa sensibili nei confronti delle classi oppresse e non sottomessi al potere politico era significativa dentro il movimento. Numerosi furono i sacerdoti cattolici imprigionati e in più casi torturati.
Indalecio Olivera, prete salesiano, entrò nei Tupamaros nel 1969 e morì nello stesso anno in uno scontro armato.
Pierluigi Murgioni, giovane prete cattolico italiano che operava in Uruguay, aiutò un tupamaro ferito nascondendolo, curandolo e accompagnandolo al sicuro in Brasile; imprigionato nel 1972, sottoposto a torture e a carcere duro, fu rilasciato solo cinque anni dopo senza mai essere processato (racconterà la propria vicenda nel libro Dalla mia cella posso vedere il mare).
Héctor Jurado Avellaneda, pastore metodista, fu ferito alle gambe e catturato, portato in un ospedale militare ma non curato – gli fu inferto un colpo di spada dichiarando poi pubblicamente che si sarebbe colpito da solo – vi morì dopo un giorno.
Uberfil Monzón, sacerdote a Montevideo, durante un soggiorno in Paraguay su incarico del CELAM (Consiglio Episcopale Latinoamericano), venne arrestato dalla polizia locale e sottoposto a pesanti torture (ingestione di grandi quantità di acqua salata e urina) per costringerlo a confessare contatti con i Tupamaros. Dopo dure proteste da parte del CELAM e della chiesa uruguaiana venne liberato. Si trattava di uno dei tanti preti di sinistra del proprio paese; successivamente avrà importanti ruoli nel Frente Amplio.

#### Per la lotta armata, limitando la violenza
Nonostante la scelta per la lotta armata, in quanto ritenuta storicamente inevitabile, i Tupamaros rifiutavano la violenza in sé, evitavano il più possibile di uccidere, e lo spiegavano ripetutamente nei propri comunicati. Ad esempio, dopo un confronto con la polizia, inviarono una lettera aperta rivolta ai poliziotti, pubblicata sul giornale Epoca del 7 dicembre 1967:
Nonostante la propria forza militare, i Tupamaros non eseguivano omicidi contro i loro grandi avversari, e quelli che rapirono vennero sempre trattati bene e mai uccisi, tranne poche persone da loro giudicate veri criminali, come Dan Mitrione che insegnava le tecniche più avanzate di tortura, o determinati elementi che dirigevano o comandavano lo Squadrone della Morte, come l'ex vice-ministro dell'Interno Armando Acosta y Lara, l'ufficiale di Marina Motto Benvenuto, e l'ufficiale della polizia politica Oscar Delega, uccisi il 14 aprile 1972. Vi fu solo un isolato episodio, in cui un gruppo di Tupamaros, temendo di essere scoperto, uccise un innocente: nel 1971 Pascasio Báez, un lavoratore rurale che per caso aveva scoperto uno dei loro nascondigli fu tenuto prigioniero per un certo tempo perché non potesse denunciarli, ma successivamente venne ucciso con una iniezione di pentothal, probabilmente perché ritennero troppo impegnativo e rischioso tenerlo permanentemente segregato. Questa azione fu sempre deplorata dal movimento.

#### Controinchieste del MLN
Il movimento, anche per rispondere alle accuse di illegalità che riceveva dal governo e da parte dell'opinione pubblica, stigmatizzava la corruzione e l'illegalità all'interno dei grandi gruppi di potere (industriali e affaristi collusi con politici). Per questo effettuava indagini per poi mettere sotto gli occhi di tutti operazioni occulte e vergognose. Il 16 febbraio 1969 i Tupamaros annunciarono di avere sottratto alla società Monty sei milioni di pesos, ma anche di avere portato con sé i libri contabili, con l'intenzione di studiarli. La società – non a caso – nascose agli inquirenti il furto dei libri. Due settimane dopo i guerriglieri resero pubbliche le conclusioni delle proprie indagini: il contenuto dei libri provava speculazioni sulle divise estere, contrabbando, frodi fiscali, prestiti a tassi da usura. Anche alte personalità di governo erano coinvolte nello scandalo, fra cui Frick Davie, ministro dell'Agricoltura e proprietario di una banca, che fu costretto alle dimissioni, poi Venancio Flores (futuro ministro degli esteri), Pereyra Reverbel (direttore dell'UTE che gestiva elettricità e telefoni), Isidoro Vejo Rodriguez (ex ministro dei lavori pubblici) e Pintos Risso (futuro ministro del lavori pubblici). Le indagini a livello politico e di magistratura confermarono gran parte delle accuse lanciate dai guerriglieri.

### Sconfitte militari del MLN (1972)
Il 1972 segnò per i Tupamaros l'inizio di una serie di sconfitte. Il primo marzo si insediò il nuovo presidente eletto Juan María Bordaberry che ricorse a metodi repressivi devastanti. La caccia ai guerriglieri venne affidata ai militari, a cui la polizia venne unita in un'apposita struttura denominata "Joint Forces". L'uso della tortura fu esteso, e un numero crescente di militanti, fra cui anche importanti dirigenti, vennero progressivamente arrestati. I militari dettero il via a una campagna di arresti di massa. Parallelamente misero in atto la pratica delle eliminazioni mirate condotte occultamente. Il fenomeno dei desaparecidos anticipò quanto i generali argentini attuarono su grande scala pochi anni dopo. Il pugno di ferro di Bordaberry era certamente rivolto contro i Tupamaros, ma aveva ancor più lo scopo di schiacciare il forte movimento sindacale e la forte opposizione, costituita principalmente dal Frente Amplio, che raccoglieva comunisti, socialisti e democristiani. Esponenti di questi partiti venivano imprigionati, torturati e in non pochi casi soppressi con l'accusa che si trattasse di guerriglieri o loro fiancheggiatori. Per avere pronunciato un discorso in cui rilevava abusi da parte dei militari, il deputato del partito Colorado Jorge Battle Ibanez venne arrestato e deferito a un tribunale militare "per avere attaccato il morale delle forze armate". Per protesta, il 31 ottobre il governo si dimise.
Il 14 aprile fu catturato Eleuterio Fernández Huidobro uno dei massimi dirigenti del MLN. Il 27 maggio fu scoperta la "Prigione del Popolo", una casa in calle Juan Paullier a Montevideo nella quale erano stati detenuti i principali sequestrati. Il 1º settembre venne nuovamente arrestato Raul Sendic, già incarcerato nel 1970 ma poi liberatosi nella grande operazione in cui 105 Tupamaros evasero. Il 26 giugno fu catturato, con altri, Jorge Zabalza. Furono presi anche José Mujica, già arrestato ed evaso tre volte, Lucía Topolansky (compagna di Mujica, già evasa nell'operazione Estrella) e Mauricio Rosencof.

### Il colpo di Stato e lo smantellamento del MLN (1973)

#### La dittatura
Malgrado la pericolosità del MLN fosse notevolmente scemata, il presidente Bordaberry, senza alcun sostegno politico da parte del suo partito (il Partido Colorado), accolse le pressioni delle forze armate e, rimanendo presidente, cedette di fatto il controllo governativo ai militari nel luglio 1973. Con un colpo di Stato concordato (venne chiamato "autogolpe") fu instaurata una dittatura definita "civico-militare", che soppresse il parlamento e mise fuori legge i partiti politici. Bordaberry sciolse per decreto il Parlamento, sostituendolo con un Consiglio di Stato con membri designati dai vertici militari, anche se formalmente nominati dal presidente) organo che accentrava in sé potere legislativo, esecutivo, di controllo amministrativo ed il progetto di ridisegnare la Costituzione, assegnando alle Forze Armate il compito di assicurare il funzionamento ininterrotto dei servizi pubblici. Gli organi di stampa vicini ai partiti tradizionali (El Pais per i blancos, El Dia per i colorados) diventarono gli organi di stampa ufficiali del regime, pubblicando i comunicati dello Stato Maggiore, oltre che le fotografie di chi si opponeva alla dittatura, qualificato come “criminale”; il direttore del Pais, il blanco Daniel Rodriguez Larreta, divenne membro del Consiglio di Stato.
La reazione popolare fu immediata e coraggiosa: un lungo sciopero generale paralizzò il paese per due settimane, si susseguirono manifestazioni e parlamentari del Frente Amplio tennero comizi durissimi contro il golpe. Il regime rispose mettendo fuori legge la CNT e imprigionandone i dirigenti. Fra i primi arresti ci fu quello dell'ex generale, e presidente del Frente, Líber Seregni, che verrà poi condannato da un tribunale militare a 14 anni di reclusione per "sedizione e tradimento" e seguirà la sorte fatta di torture e reclusione inumana degli oppositori politici. Il senatore del Zelmar Michelini, che al momento del golpe si trovava in Argentina, dovette restare in esilio in questo paese, denunciando nel 1974, davanti al 2° Tribunale Russel presieduto da Lelio Basso, i crimini della dittatura, e finendo poi assassinato dalle "squadre della morte" della polizia argentina, su richiesta dei militari uruguayani, nel quadro dell'operazione Condor.

#### Smantellamento del MLN
I militari riservarono al gruppo dei 9 grandi dirigenti del MLN Henry Engler, Eleuterio Fernández Huidobro, Jorge Manera, Julio Marenales, José Mujica, Mauricio Rosencof, Raúl Sendic, Adolfo Wassen, Jorge Zabalza, già imprigionati e sottoposti a torture, un nuovo trattamento terribile. Li tennero per anni in condizioni carcerarie inumane, come "sepolti vivi", in stato di continua sofferenza, di impossibilità di leggere o scrivere, di contatto fra loro o con altre persone, calati dentro pozzi e costretti spesso a portare un cappuccio, allo scopo di distruggerli psichicamente e di portarli alla pazzia (realtà documentata in seguito anche dalla Croce Rossa Internazionale). Venne loro assegnato lo status di rehen (ostaggio): qualora il MLN-T compisse qualunque azione, sarebbero stati immediatamente uccisi.

#### Le donne del MLN, la tortura e il carcere duro.
Un trattamento simile a quello dei nove rehen venne riservato alle 10 principali dirigenti donne, fra cui Flávia Schilling. Dal 1973 le donne prigioniere politiche vengono recluse nel carcere di Punta de Rieles, che resterà in funzione fino al 1985. Fra le donne, in gran parte molto giovani, che subirono la tortura e il carcere duro: Susana Pacifici, incarcerata nel 1974 a 21 anni assieme al compagno Alfredo Alzugarat, le cui sue lettere dalla prigionia, successivamente pubblicate, racconteranno quella triste realtà; Irma Leites (molto attiva politicamente ancora oggi, dichiaratamente anticapitalista e dopo il 1985, come altri, criticherà duramente la scelta di aderire al Frente Amplio), Clara Aldrighi, nata in Italia, imprigionata giovanissima, poi docente universitaria e autrice di numerosi saggi storici sull'Uruguay della seconda metà del Novecento.
Marisa Ruiz e Lucia Bruzzoni descriveranno, in propri saggi, vicende, condizioni e peculiarità della carcerazione politica femminile

#### Il dibattito fra i superstiti e l'autocritica: simposio di Viña del Mar
I guerriglieri ancora liberi si ritrovarono isolati, in parte si dispersero e molti andarono in esilio, soprattutto in Cile e Argentina (ma con i golpe di Pinochet e Videla, dovettero presto trasferirsi in altri paesi). Nel marzo 1973 diversi si radunarono in un simposio di riflessione e riorganizzazione nella località cilena di Viña del Mar. Qui si svolse un intenso dibattito, incentrato sull'analisi delle cause della sconfitta e la ricerca di possibili prospettive, ed emersero marcate divergenze. Alcuni, che già si erano legati al MIR cileno o all'ERP argentino, ritennero che l'errore del MLN fosse stato la mancanza di una caratterizzazione rigorosamente marxista-leninista, e l'ingresso di troppi militanti (professionisti, studenti, intellettuali) non provenienti dal proletariato, ritenuti "piccolo-borghesi". Altri giudicarono il militarismo un errore, e individuarono come prospettiva la lotta politica pacifica incentrata su un ampio consenso popolare.
Divergenze di punti di vista e difficoltà organizzative nel mantenere i collegamenti acuirono le fratture. Nel 1974 si svolse una riunione a Buenos Aires di un sedicente "comitato centrale del MLN" e le divergenze continuarono. In particolare, già a partire dalla fine del 1973 le divergenze portarono gran parte dei dirigenti del 26 marzo (l'organizzazione politica che costituiva il braccio non militare, in stretto rapporto col Frente Amplio) ad allontanarsi dal MLN. E cominciò, e fortemente fra i tupamaros prigionieri a Montevideo, a delinearsi una nuova strategia politica non militarista (né dogmaticamente marxista-leninista), che sarà quella adottata anni dopo alla ripresa dell'attività politica fuori dal carcere.

#### Difficoltà del regime militare e tentativi di apertura democratica
Nonostante la mano dura della dittatura (anzi, proprio per questo) i militari non ottennero mai consensi nella popolazione. Nel 1976 le forze armate rimossero Bordaberry sostituendolo con Alberto Demicheli, il quale poco dopo nominò come presidente della repubblica Aparicio Méndez. Il 30 novembre 1980 la popolazione, chiamata ad approvare per referendum un progetto di riforma costituzionale elaborato dai militari, lo respinse. Risultata ancora più palese l'impopolarità del regime, il generale Gregorio Álvarez, assunta la presidenza nel 1981, indisse elezioni politiche per il 1984. Contemporaneamente le condizioni detentive subumane dei leader del MLN vennero un po' migliorate, consentendo loro di avere dei libri. Le elezioni del 1984 si svolsero con tutti i partiti storici fuori-legge, che però anche in clandestinità si erano conservati, ma si dovettero presentare con denominazioni nuove. La vittoria andò al partito Colorado, e il 1º marzo 1985 si insediò come presidente Julio María Sanguinetti. Dopo 12 anni di dittatura, il governo tornava ai civili.

### Ritorno alla democrazia (1985), amnistia, ingresso nella politica parlamentare
Dopo che nel 1985 la democrazia fu restaurata in Uruguay, in seguito a un'amnistia che cancellò ogni reato di violenza sia da parte dei guerriglieri, sia da parte di polizia ed esercito, i Tupamaros furono liberati. Riunitisi con i militanti usciti dalla clandestinità o ritornati dall'esilio, si raccolsero in un vasto confronto di riflessioni sulle cause della sconfitta.
(Jorge Zabalza, intervista rilasciata a Alvaro Hilario
)
La volontà di continuare la lotta politica alla luce degli errori passati cercando nuove vie portò a un congresso nazionale che si svolse dal 20 al 22 dicembre 1985, presieduto da Eleuterio Fernández Huidobro e Julio Marenales (Raul Sendic non poté essere presente perché in cura a Cuba), con la partecipazione di oltre mille delegati. Vennero ribaditi i valori e gli obiettivi di fondo del movimento, rivendicato il passato politico ma con determinate autocritiche. Fu riconosciuta la possibilità di condurre la propria lotta per via legale in un paese completamente cambiato, affermata la volontà di partecipare alla vita pubblica e alla competizione politica. Nel 1989, anno della morte per sclerosi laterale amiotrofica di Raúl Sendic, furono ammessi (pur con la disapprovazione di qualcuno) nel Frente Amplio, coalizione politica dei maggiori raggruppamenti di sinistra del paese. Poco dopo, sempre all'interno del Frente Amplio, s'allearono con altre forze costituendo il Movimiento de Participación Popular (MPP).
Le sinistre, riunite nel Frente Amplio, nelle elezioni legislative del 1984 e del 1989 arrivarono al 22,1%. Nelle tornate elettorali successive la loro avanzata fu ininterrotta: 30,6% nel 1994, 40,1% nel 1999. Nello stesso tempo, all'interno della coalizione, i consensi al MPP andarono aumentando, al punto da farne la componente egemone. Con un ulteriore balzo in avanti si arrivò così, raggiunto il 50,4%, alla vittoria elettorale del 31 ottobre 2004. Per la prima volta nella sua storia l'Uruguay aveva un governo di sinistra, e due storici guerriglieri Tupamaros, José Mujica e Nora Castro, venivano nominati rispettivamente Ministro dell'Allevamento dell'Agricoltura e della Pesca, e presidente della Camera dei Deputati.
Il 30 novembre 2009, con una nuova vittoria del FA, José Mujica fu eletto presidente dell'Uruguay, entrando in carica il 1º marzo 2010 e rimanendovi fino al 1º marzo 2015. Lucia Topolansky, già dal 2000 eletta deputata e successivamente senatrice, nel novembre 2010 e ancora nel maggio 2013, prima donna nella storia dell'Uruguay, assunse per alcuni giorni le funzioni di Presidente della Repubblica, essendo temporaneamente assenti dal paese sia il Presidente che il Vicepresidente ordinariamente in carica.
Concluso il proprio mandato presidenziale José "Pepe" Mujica è diventato un uomo politico particolarmente popolare a livello internazionale, non solo per la sua sobrietà (da presidente visse con solo un decimo dello stipendio, devolvendo il resto a persone in stato di bisogno) ma per la sua sensibilità umana e la sua visione politica incentrata sul perseguimento della felicità della persona al di sopra delle "leggi" del denaro e del mercato.

## Letteratura
- Cristina Peri Rossi, El libro de mis primos (1969)[75]. Il romanzo, vincitore del prestigioso premio letterario della rivista uruguayana "Marcha", racconta la ribellione dei figli di una famiglia dell'oligarchia dominante e la loro adesione ai Tupamaros. L'opera ha richiami autobiografici: l'autrice, figlia di emigrati genovesi, era docente di letteratura all'Università di Montevideo e aderiva al Frente Amplio. Sospettata di appartenenza al MLN, riuscì a evitare l'arresto fuggendo dal paese e rifugiandosi a Barcellona, dove tuttora vive.[76]
- Mauricio Rosencof - Eleuterio Fernández Huidobro, Memorie del calabozo. 13 anni sottoterra (Memorias del calabozo) (1989)[77] Scritto da due dei protagonisti (Rosencof era scrittore già prima di entrare nel MLN), racconta i dodici anni di annientamento della persona, nella terribile detenzione subita sotto la dittatura dai massimi dirigenti del MLN.[78]

## Musica popolare
Molte canzoni popolari uruguaiane, come anche altre latinoamericane, si ispirarono alla lotta dei Tupamaros.
Aníbal Sampayo (1926-2007) fu un etnomusicologo e cantautore molto popolare negli anni '50 e '60. Unitosi ai Tupamaros, venne arrestato nel 1972 mentre partecipava a un trasferimento di armi, e incarcerato per 8 anni. Andò quindi in esilio in Svezia dove scrisse l'autobiografia El canto elegido, e poté tornare in Uruguay nel 1985.
Dentro e fuori dal nostro Paese c'erano amici, cantanti, artisti e persone della mia città che non mi dimenticarono mai, nonostante la repressione e la famigerata campagna condotta dai dittatori, cercando di cancellare il mio nome e seppellirlo nell'oblio, quegli amici lo hanno difeso tenendo alto il mio onore. I fascisti hanno dimenticato che quando sono scritti per il popolo, la poesia e il canto appartengono totalmente a lui, e il popolo, si sa, non tace né dimentica.»
(Anìbal Sampayo)
Quasi tutti i maggiori cantautori del paese (Daniel Viglietti, Osiris Rodríguez Castillos, Alfredo Zitarrosa) erano comunisti o anarchici, e sebbene nessun altro di loro, oltre Sampayo, abbia fatto parte del MLN, già dagli anni '60 denunciavano i gravi problemi del Paese, inneggiavano apertamente alla protesta sociale e spesso esaltavano i movimenti di guerriglia del continente.
Castillos nel 1959, quando il MLN ancora non esisteva, aveva composto la celebre canzone Cielo de los Tupamaros che anni dopo verrà proibita dal regime nonostante parli della rivoluzione del 1811; ma altre sue canzoni ebbero precisi contenuti rivendicativi e di denuncia politica. Daniel Viglietti nel 1967 con Cancòn del guerrillero heroico ricordava il sacrificio di Che Guevara e inneggiava alla nascita di nuove guerriglie, e nel 1968 in Cruz de la luz celebrava la vita e la morte in battaglia del prete guerrigliero colombiano Camilo Torres.

## Film
- L'Amerikano (Etat de siège), di Costa Gavras (Francia, 1972). Il film racconta il sequestro, gli interrogatori, la ricostruzione della "carriera" di formatore in tecniche di tortura, la condanna a morte, le trattative per patteggiare il rilascio e l'esecuzione dell'agente della CIA Dan Mitrione.
- Una notte di 12 anni (La noche de 12 años), di Álvaro Brechner (Uruguay, Spagna, Argentina, Francia, Germania, 2018). Tratto dal romanzo Memorie del Calabozo di Mauricio Rosencof ed Eleuterio Fernández Huidobro, il film narra le vicende di tre uomini (José Mujica, Mauricio Rosencof e Eleuterio Fernández Huidobro) che furono imprigionati nei calabozos, dove per oltre 12 anni subirono torture fisiche e psicologiche, in totale isolamento..
- Trazos Familiares di José Pedro Charlo (Uruguay, 2017). Dal 1973 l'Uruguay è sotto una feroce dittatura, con migliaia di prigionieri, torturati, desaparecidos, esiliati. Dieci anni dopo, grandi mobilitazioni popolari preannunciano la fine della dittatura, e in quell'anno, a Natale, si organizza, grazie alla solidarietà internazionalista, il viaggio dei figli degli esiliati, per dare loro l'opportunità di conoscere la terra dei propri genitori e la sua storia travagliata.